# Stadnycia (obwód winnicki)
Stadnycia (ukr. Стадниця) – wieś na Ukrainie, w obwodzie winnickim, w rejonie winnickim, w hromadzie Winnica. W 2001 liczyła 1291 mieszkańców, spośród których 1268 wskazało jako ojczysty język ukraiński, 21 rosyjski, 1 mołdawski, a 1 białoruski.